# Rafik Rassâa
Rafik Rassâa (Tunis, 19 april 1980) is een Belgisch marxistisch politicus voor PVDA (PTB) en webmaster.
Hij zetelt als provincieraadslid in Luik sinds de lokale verkiezingen van 2012.
Rassaa is schoonbroer van PVDA-voorzitter Raoul Hedebouw.